# Suzanne Ramon
Pour les articles homonymes, voir Ramon.
Suzanne Ramon est une violoncelliste née à Budapest en 1946.

## Biographie
Dès 8 ans, elle intègre l'Académie Ferenc Liszt avec dispense d'âge, avant de remporter, à 10 ans, le prix Béla Bartok. Mais c'est aussi l'insurrection de Budapest, et sa famille émigre en Israël. La petite Shoshana, comme on l'appelle alors, poursuit sa passion pour le violoncelle. À 13 ans, elle fait ses débuts au Palais des Arts de Tel-Aviv, en jouant le Concerto de Schumann. Un an plus tard, elle est diplômée de l’Académie de Tel-Aviv.
En 1962, elle reçoit une bourse pour venir travailler à Paris avec André Navarra au Conservatoire national supérieur de musique. Le pianiste hongrois Georges Cziffra, impressionné par ses dons « hors du commun », l'accueille, l'héberge, et la traite comme sa propre fille.
En 1964, Suzanne Ramon remporte le Premier Prix de violoncelle au Conservatoire de Paris, est lauréate du Concours international de Genève, se voit décerner le Grand Prix Oreste Ferrari en Italie où elle sera également lauréate de l'Académie Chigiana de Sienne. Pour couronner l'ensemble, l'année suivante, elle remporte le Premier Prix de musique de chambre au Conservatoire de Paris, avec Catherine Collard au piano.
En 1974, elle enregistre son premier disque, la Sonate pour violoncelle seul de Zoltan Kodaly
En 1975, Suzanne RAMON participe à l’émission « Le Grand Echiquier » présentée par Jacques CHANCEL dont Georges Cziffra est l’invité principal.
Suivent des récitals à la BBC en Grande-Bretagne et à Bruxelles, puis une tournée avec le Birmingham Symphony Orchestra.
À l'issue de ses années d'apprentissage, Suzanne Ramon se trouve au confluent de trois grandes influences, austro-hongroise, israélienne et française (la tradition de la musique, la tradition des instruments à cordes, la tradition de la culture). Elle entame une carrière internationale, fait quelques rencontres qui la marquent : Pablo Casals, Isaac Stern, Yehudi Menuhin... celle de Mstislav Rostropovitch plus particulièrement.
En 2004, retour triomphal à Budapest, sa ville natale, avec un concert dans la Salle de l’Académie Franz Liszt.
En 2006, invitée au Festival de Saint Petersbourg, Suzanne RAMON enregistre le Concerto de Dvorak à Moscou dans le Tchaikovsky Great Hall.
En 2013, elle est invitée en Chine et joue à guichet fermé à Shenzhen le Concerto de Elgar, la Rapsodie de Bloch et le Kol Nidrei de Bruch, avec le Shenzhen Symphony Orchestra. Ce concert a tellement de succès qu’elle est réinvitée quatre mois plus tard.

## Source
- Notices d'autorité :   - VIAF
  - ISNI
  - BnF (données)
  - IdRef
  - LCCN
  - NUKAT
  - WorldCat
- Site officiel de Suzanne Ramon